# Kotzebue Sound
Kotzebue Sound – zatoka w stanie Alaska, nad Morzem Czukockim, pomiędzy półwyspami Seward i Baldwin.
Nad zatoką położone są miejscowości Kotzebue, Kiwalik i Deering.
Zatokę nazwano na cześć rosyjskiego żeglarza, podróżnika i badacza Pacyfiku, Otto Kotzebuego.

## Literatura
- Giddings, J. Louis, and Douglas D. Anderson. Beach Ridge Archeology of Cape Krusenstern Eskimo and Pre-Eskimo Settlements Around Kotzebue Sound, Alaska. Washington DC: National Park Service, U.S. Dept. of the Interior, 1986.
- Lucier, Charles V., and James W. VanStone. Traditional Beluga Drives of the Iñupiat of Kotzebue Sound, Alaska. Fieldiana, new ser., no. 25. Chicago: Field Museum of Natural History, 1995.
- Joseph Grinnell (1900) Birds of the Kotzebue Sound Region, Alaska, Stanford University, Stanford University Dept. of Zoology, 80 pages